# 랄라 므나차카냔
랄라 바브켄 므나차카냔(아르메니아어: Լալա Բաբկենի Մնացականյան, 1957년 10월 8일~2024년 6월 22일)은 아르메니아의 배우이다.